# Réserve nationale de Lachay
La réserve nationale de Lachay est une réserve du Pérou, située dans la région de Lima et plus précisément dans la province de Huaura. Elle a été créée le 21 juin 1977. La réserve est également reconnue zone importante pour la conservation des oiseaux.
Elle est constituée essentiellement de collines (lomos). 

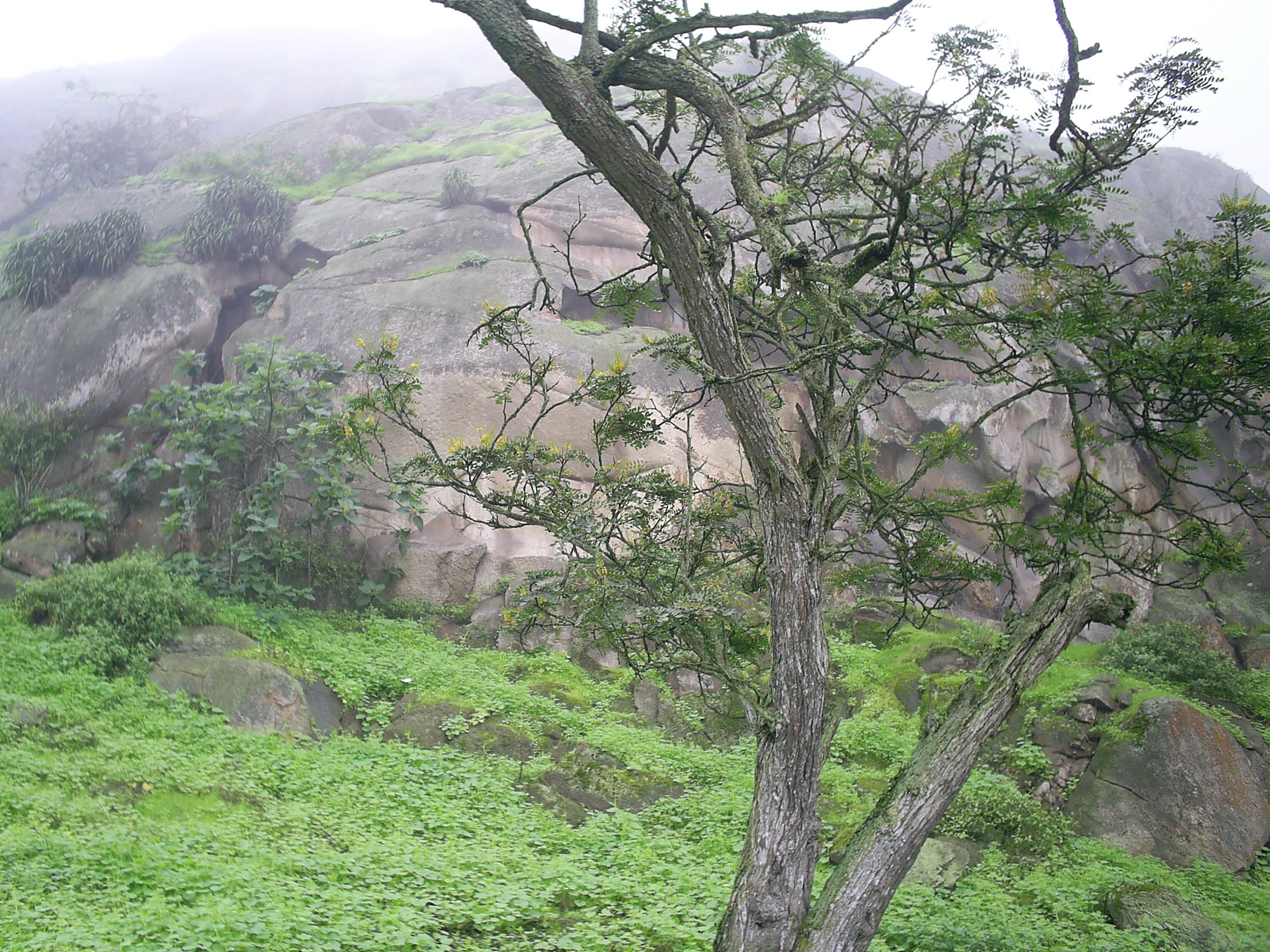
Collines de la réserve